# Juan Enguera
Juan de Enguera, O.P., (n. Valencia en el siglo XV, m. Valladolid el 15 de febrero de 1513) fue un religioso dominico español, inquisidor general.

## Biografía
Perteneció a la orden de Santo Domingo y desempeñó el importante cargo de confesor de Fernando el Católico.
Este rey, tras la renuncia en 1507 de Diego de Deza al título de inquisidor general, pidió bula al papa Julio II para nombrar dos inquisidores en los reinos de Castilla y Aragón. El primero recayó sobre Gonzalo Jiménez de Cisneros y el segundo sobre Juan Enguera, quien lo tuvo hasta su muerte.
Compaginó esta tarea con el obispado de Vic entre 1506 y 1511, actuando en las diócesis de toda la corona de Aragón. Tras la bula dat. V. idus. decembris, fue obispo de Lérida desde el 17 de febrero de 1511 y, finalmente, obispo de Tortosa desde octubre de 1512.
Si bien sus actuaciones no fueron tan renombradas como las de Cisneros, se encargó de organizar varios capítulos para definir las normas de la inquisición; por ejemplo los de Monzón en 1512 en los que establecía que el número máximo de inquisidores era 10 en Zaragoza y otros 10 en el resto de las ciudades.
También fue uno de los firmantes del Tratado de Blois (1505).
| Predecesor: Joan de Peralta    | Obispo de Vic 1506-1511                              | Sucesor: Juan de Tormo       |
| Predecesor: Luis Juan del Milá | Obispo de Lérida 1511-1512                           | Sucesor: Jaime de Conchillos |
| Predecesor: Alfonso de Aragón  | Obispo de Tortosa 1512-1513                          | Sucesor: Luis Mercader       |
| Predecesor: Diego de Deza      | Inquisidor General de España (solo Aragón) 1507-1513 | Sucesor: Luis Mercader       |